# Solenn de Royer-Dupré
Pour les articles homonymes, voir de Royer-Dupré, Royer et Dupré.
Solenn de Royer-Dupré, née le 7 février 1974 à Saint-Martin-d'Hères, est une journaliste politique française qui a travaillé dans plusieurs grands quotidiens nationaux, La Croix, Le Figaro, puis depuis 2017 Le Monde et sur France Inter (2015-2021).

## Biographie

### Formation
Solenn de Royer est diplômée de Sciences Po Grenoble et d'un DEA d'études politiques à Sciences Po Paris. Elle réalise un mémoire sur la torture en Algérie, intitulé : « Au nom de quoi ? Les discours autour de la torture, entre morale et raison d'État (Algérie 1956-1957) ». Elle a par la suite suivi une formation au journalisme, dans les locaux du Centre de formation et de perfectionnement des journalistes.

### Journaliste politique
Solenn de Royer a commencé sa carrière au quotidien La Croix, pendant deux ans au service culture puis pendant sept ans au service société, avant de rejoindre le service politique où elle couvre l'actualité de l'exécutif. À l'hiver 2009-2010, elle cosigne avec Frédéric Dumoulin, de l'AFP, la première biographie consacrée au président du groupe UMP à l'Assemblée nationale, Jean-François Copé.
Solenn de Royer est  ensuite grand reporter de 2010 à 2016 au quotidien Le Figaro. En janvier 2017, elle rejoint le quotidien Le Monde, où elle est recrutée pour suivre l'actualité de l'Élysée. 
Elle tient une chronique politique sur France Inter, les « Histoires politiques » à 6 h 45 chaque mercredi. Puis participe régulièrement  à l'émission Questions politiques, présentée par Ali Baddou avec Carine Bécard et Nathalie Saint-Cricq, de France Télévisions.
En 2017, elle co-dirige un livre collectif avec Alexis Brezet, du Figaro, Le deuil du pouvoir. Les cent derniers jours à l'Élysée.
En mars 2021, elle reçoit le grand prix de la Fondation Varenne dans la catégorie presse quotidienne nationale pour son article sur les frères capucins du couvent de Crest dans la Drôme, fauchés par le Covid-19 au début de la pandémie, rédigé avec Gérard Méjean, correspondant du Monde à Valence.

## Liens
- Ressource relative à plusieurs domaines :   - Radio France
- Notices d'autorité :   - VIAF
  - ISNI
  - BnF (données)
  - IdRef
  - LCCN
  - GND
  - WorldCat